# Sinfonieorchester Kyōto

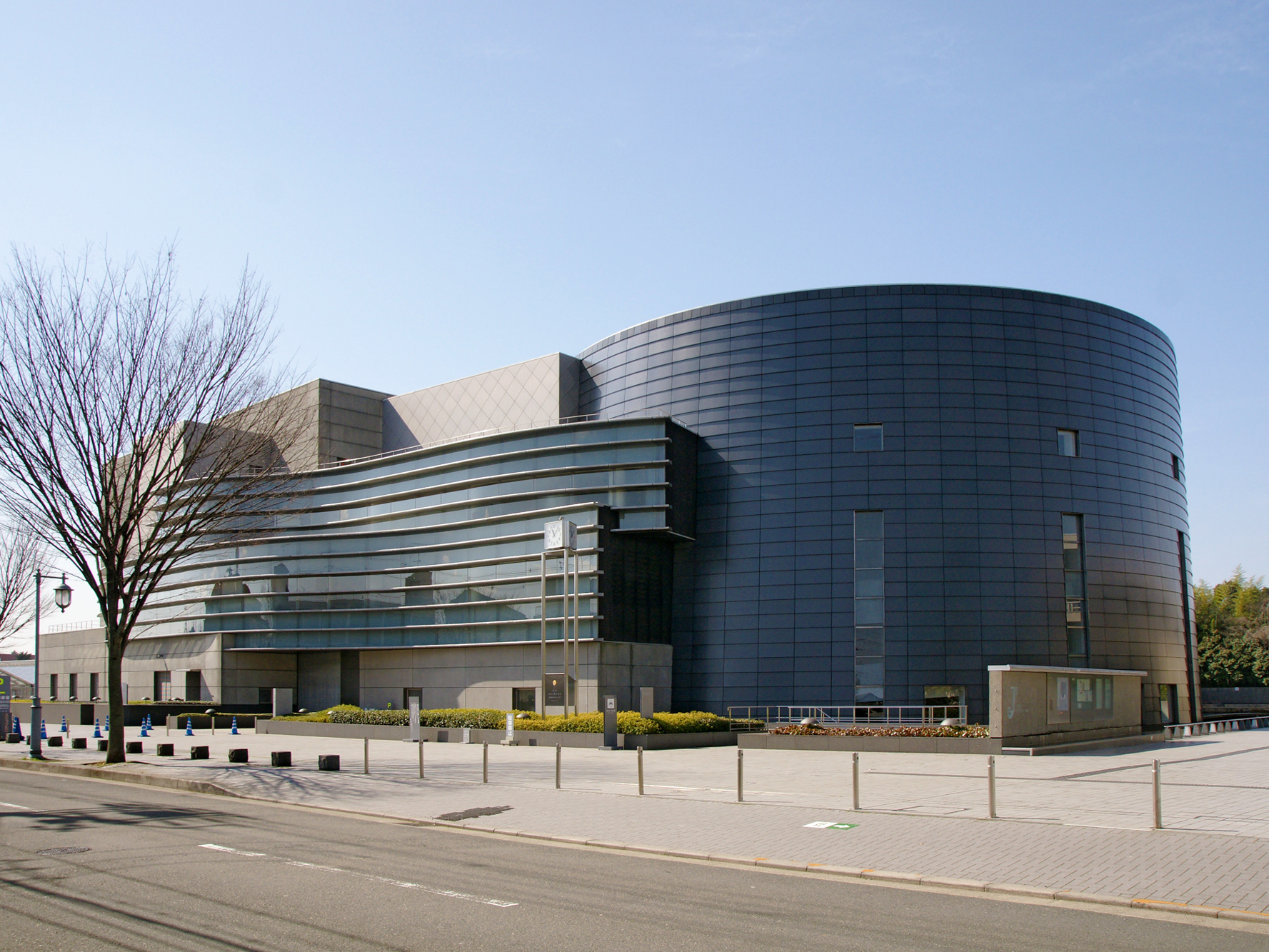
Das „Konzerthaus Kyōto“, seit 1995 Hauptspielort des Sinfonieorchesters

Das Sinfonieorchester Kyōto (jap. 京都市交響楽団, Kyōto Kōkyō Gakudan, kurz: 京響, Kyōkyō; engl. Kyoto Symphony Orchestra) ist ein professionelles japanisches Sinfonieorchester mit Hauptsitz im Stadtbezirk Sakyō-ku, in der Stadt Kyōto. Es wurde im April 1956 als selbstverwaltende Körperschaft gegründet und ist reguläres Mitglied der japanischen Orchester-Vereinigung.

## Überblick
Im April 2009 wurde das Orchester aus der Verwaltung durch die Stadt Kyōto entlassen und der Leitung der rechtsfähigen Stiftung zur Förderung der Musikkultur in Kyōto (財団法人 京都市音楽芸術文化振興財団, Zaidan Hōjin Kyōto-shi Ongaku Bunka Shinkō Zaidan) unterstellt. Das Orchester tritt regelmäßig einmal im Monat im „Konzerthaus Kyōto“ auf. Es widmet sich insbesondere Musikstücken, die seltener aufgeführt werden, und veranstaltet seit 2003 auch Konzerte für Kinder. Seit 2009 unterhält es eine Orchesterpartnerschaft mit dem Prague Symphony Orchestra. Seit 1983 nimmt es in der Veranstaltung „Suntory Presents Beethoven’s 9th with a Cast of 10000“ (サントリー1万人の第九, Santorī ichimannin no daiku), die alljährlich am ersten Sonntag im Dezember in der Arena und Mehrzweckhalle, der Ōsaka-jō Hall stattfindet, eine tragende Rolle ein.
Zum Zeitpunkt der Gründung 1956 wurde zunächst Takayama Yoshizō, Bürgermeister der Stadt Kyōto, Leiter des Orchesters. Das Eröffnungskonzert fand am 16. Juni 1956 im Konzerthaus im Maruyama-Park in Kyōto statt. Im selben Jahr wurde auch der Verein „Freunde des Sinfonieorchesters Kyōto“ (京響友の会, Kyōkyōtomo no kai) gegründet. Seit der fünften Aufführung spielte das Orchester dann in der „Kyōto Yasaka Kaikan“. 1959 führte das Orchester, in Zusammenarbeit mit dem Gesangsensemble Niki-kai (二期会), eine Tournee mit Mozart-Opern durch ganz Japan. Das Orchester erhielt 1959 neben weiteren Auszeichnungen den Mainichi-Musikpreis. Unter den namhaften Dirigenten, die mit dem Orchester konzertierten, war u. a. Aram Chatschaturjan, der anlässlich des 52. Konzerts eigene Werke dirigierte. Zum 100sten Konzert gab man drei Ballette, Der Feuervogel, Petruschka und Le sacre du printemps von Igor Strawinsky unter der Leitung von Toyama Yūzō. Das Orchester ist sehr aktiv im In- und Ausland und blickt (Stand Juli 2022) auf rund 670 Abonnementkonzerte zurück, die seit 2013 in der Regel über die gesamte Spielzeit hinweg ausverkauft sind.
Langjähriger Chefdirigent des Orchesters war bis März 2022 Hirokami Jun'ichi, Ehrendirigent ist Ōtomo Naoto. Im Juli 2022 wurde bekannt, dass Nodoka Okisawa zur Chefdirigentin ab März 2023 berufen wurde.

## Ehemalige, ständige Dirigenten
- 1956–1961 Carl Caelius; wird nach seinem Ausscheiden Ehrendirigent
- 1961–1963 Hans Joachim Kauffmann
- 1963–1966 Tadashi Mori
- 1967–1970 Toyama Yūzō
- 1970–1972 Watanabe Akeo
- 1972–1976 Yamada Kazuo
- 1976–1978 Niklaus Peter Wyss
- 1978–1980 Kershaw Stewart
- 1982–1984 Fulvio Vernizzi
- 1985–1987 Kobayashi Ken’ichirō
- 1990–1998 Inoue Michiyoshi
- 1998–2001 Uwe Mund
- 2001–2008 Ōtomo Naoto, seit 2008 Ehrendirigent
- 2008–2022 Hirokami Jun’ichi[1]